# Joan VIII (antipapa)
Joan VIII es considera un antipapa de l'Església Catòlica Romana durant l'any 844. A la mort del papa Gregori IV (25 de gener del 844), el populatxo de Roma va declarar Joan, un diaca sense vincles coneguts amb l'aristocràcia, com successor seu. Prengueren el Palau del Laterà i allà l'entronitzaren. Tanmateix, l'aristocràcia laica escollí com a papa l'ancià, d'ascendència noble l'arxipreste Sergi, aquest expulsà Joan del Laterà, i ràpidament esclafà l'oposició. La consagració del Papa Sergi fou immediata, sense esperar la ratificació imperial de la cort franca. Tot i que alguns dels seus seguidors volgueren matar a Joan per intentar assumir el papat, Sergi intervingué per salvar la seva vida i Joan fou confinat a un monestir. A partir d'aquí no apareix cap altra notícia de Joan.